# 保罗·范·里特维德
保罗·范·里特维德（Paul van Rietvelde，1991年8月7日—），蘇格蘭男子羽毛球運動員。

## 簡歷
2013年8月，范·里特维德參加中國廣州舉行的世界羽毛球錦標賽，與马库斯·埃利斯出戰男子雙打項目，首圈以2-0淘汰挪威組合晉級，但在第二圈就以0比2（8-21、11-21）不敵10號種子、印尼的安加·普拉塔玛/利安·阿刚·萨普特拉出局。

## 主要比賽成績
只列出曾進入準決賽的國際賽事成績：
| 年份   | 賽事               | 公開賽級別 | 項目     | 拍檔            | 成績   |
| ------ | ------------------ | ---------- | -------- | --------------- | ------ |
| 2009年 | 匈牙利羽毛球國際賽 | 國際系列賽 | 男子雙打 | Andrew Bowman   | 準決賽 |
| 2010年 | 蘇格蘭羽毛球國際賽 | 國際系列賽 | 男子雙打 | 罗伯·布莱尔     | 準決賽 |
| 2012年 | 葡萄牙羽毛球國際賽 | 國際系列賽 | 男子雙打 | 马库斯·埃利斯   | 亞軍   |
| 2012年 | 西班牙羽毛球公開賽 | 國際挑戰賽 | 男子雙打 | 马库斯·埃利斯   | 準決賽 |
| 2012年 | 比利時羽毛球國際賽 | 國際系列賽 | 男子雙打 | 马库斯·埃利斯   | 亞軍   |
| 2012年 | 威爾斯羽毛球國際賽 | 國際系列賽 | 男子雙打 | 马库斯·埃利斯   | 冠軍   |
| 2013年 | 丹麥羽毛球國際賽   | 國際系列賽 | 男子雙打 | 马库斯·埃利斯   | 冠軍   |
| 2014年 | 威爾斯羽毛球國際賽 | 國際系列賽 | 男子雙打 | 克里斯托弗·高斯 | 準決賽 |

| 2007-2017年 | 首要超級賽 | 超級賽 | 黃金大獎賽 | 大獎賽 | 國際挑戰賽 | 國際系列賽 | 未來系列賽 | 其他 |

| 2018-2026年 | 總決賽 | 超級1000賽 | 超級750賽 | 超級500賽 | 超級300賽 | 超級100賽 | 國際挑戰賽 | 國際系列賽 | 未來系列賽 | 其他 |

### 奧運會和世錦賽參賽紀錄
|          | 搭檔          | 2013 |
| -------- | ------------- | ---- |
| 男子雙打 | 马库斯·埃利斯 | 32強 |